# カテドラル・パークウェイ-110丁目駅 (IRTブロードウェイ-7番街線)
カテドラル・パークウェイ-110丁目駅（カテドラン・パークウェイ-110ちょうめえき、英: Cathedral Parkway–110th Street）は、ニューヨーク市地下鉄IRTブロードウェイ-7番街線の駅である。マンハッタンのモーニングサイド・ハイツにある110丁目とブロードウェイの交差点に位置し、終日1系統が停車する。

## 歴史
駅は1904年10月27日にシティ・ホール駅から145丁目駅間の開通の際に開業した。
1948年には10両編成の急行列車の運転開始に際して103丁目駅 - 238丁目駅間の各駅のホーム有効長を6両から10両へと延長する工事が開始された。1948年4月6日には当駅を含む103丁目駅 - ダイクマン・ストリート駅間の各駅のホーム延長工事が終了した。ただし、125丁目駅のみ1948年6月11日に遅れて工事が終了した。

## 駅構造
| G          | 地上階                     | 出入口                                                                   |
| P ホーム階 | 相対式ホーム、右側扉が開く | 相対式ホーム、右側扉が開く                                               |
| P ホーム階 | 北行緩行線                 | ← ヴァン・コートランド・パーク-242丁目駅行き（116丁目-コロンビア大学駅） |
| P ホーム階 | 混雑方向急行線             | → 定期列車なし                                                           |
| P ホーム階 | 南行緩行線                 | → サウス・フェリー駅行き（103丁目駅） →                                  |
| P ホーム階 | 相対式ホーム、右側扉が開く |                                                                          |

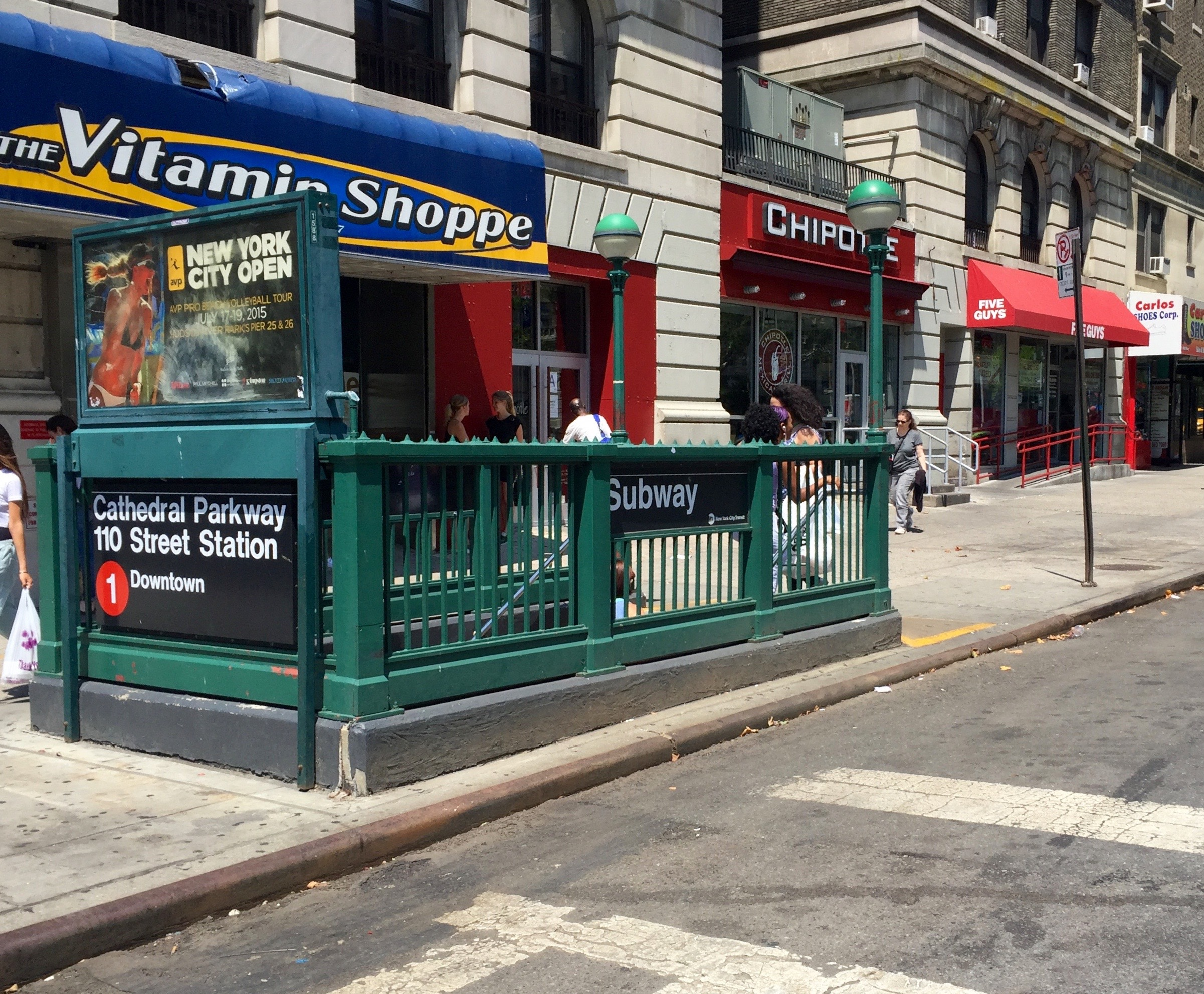
交差点北西の南行ホームへの階段

駅は2面3線で両側に相対式ホーム2面と南北緩行線2線、そして使用されていない南北急行線が中央にある。南行緩行線は"BB1"、北行緩行線は"BB4"と社内では呼称されており、これらのBB呼称はIRTブロードウェイ-7番街線の96丁目駅から242丁目駅間で連鎖的に使用されている。また、中央の急行線は"M"と呼称されている。なお、この呼称は旅客案内では一切使用されていない。このBB連鎖によると当駅は96丁目駅から0.96マイル (1.19km) である。
また、当駅はセント・ジョン・ザ・ディヴァイン大聖堂に最も近い駅である。

### 出口
南北両ホームには別々の改札口があり、構内踏切や連絡通路などが無く改札内での南北ホームの行き来は不可能である。南行ホームへの唯一の入口は西110丁目とブロードウェイの交差点北西にあり、北行ホームへの入口は同交差点北東と南東の2ヶ所にある。また、南行ホーム上には新聞や雑誌類の売店がある。

## 画像

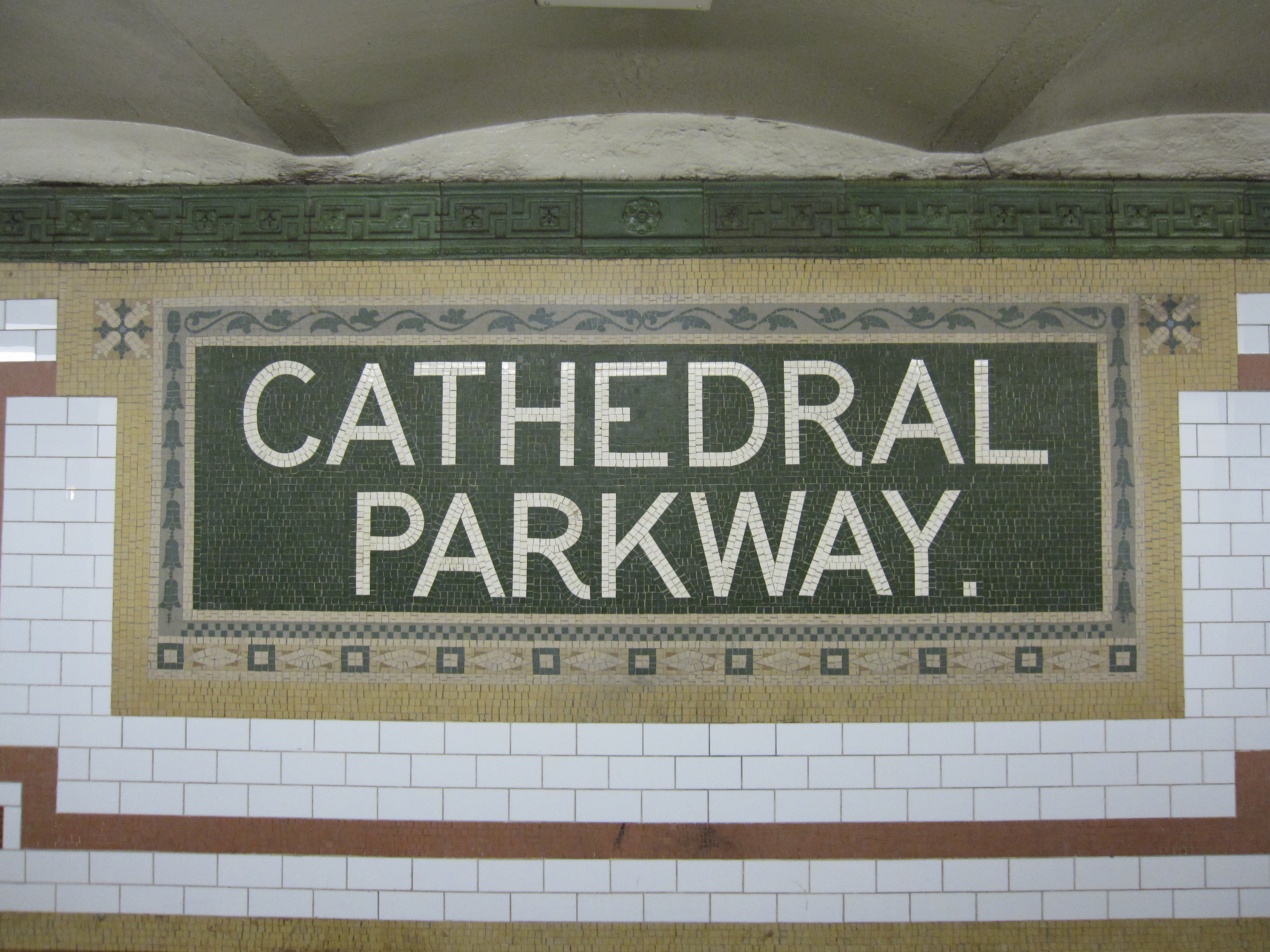
モザイクが用いられた大きな駅名標
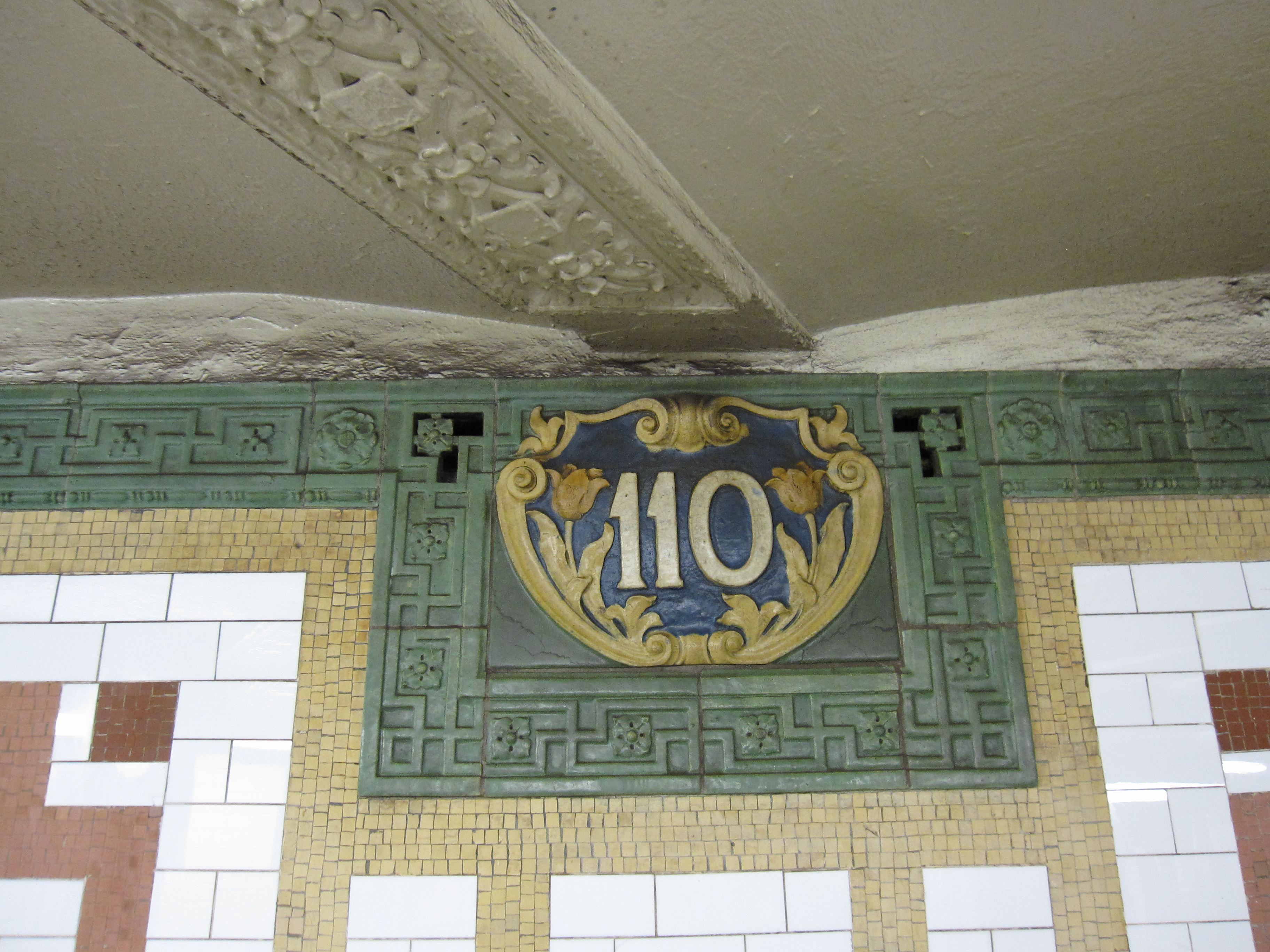
オリジナルカルトゥーシュ
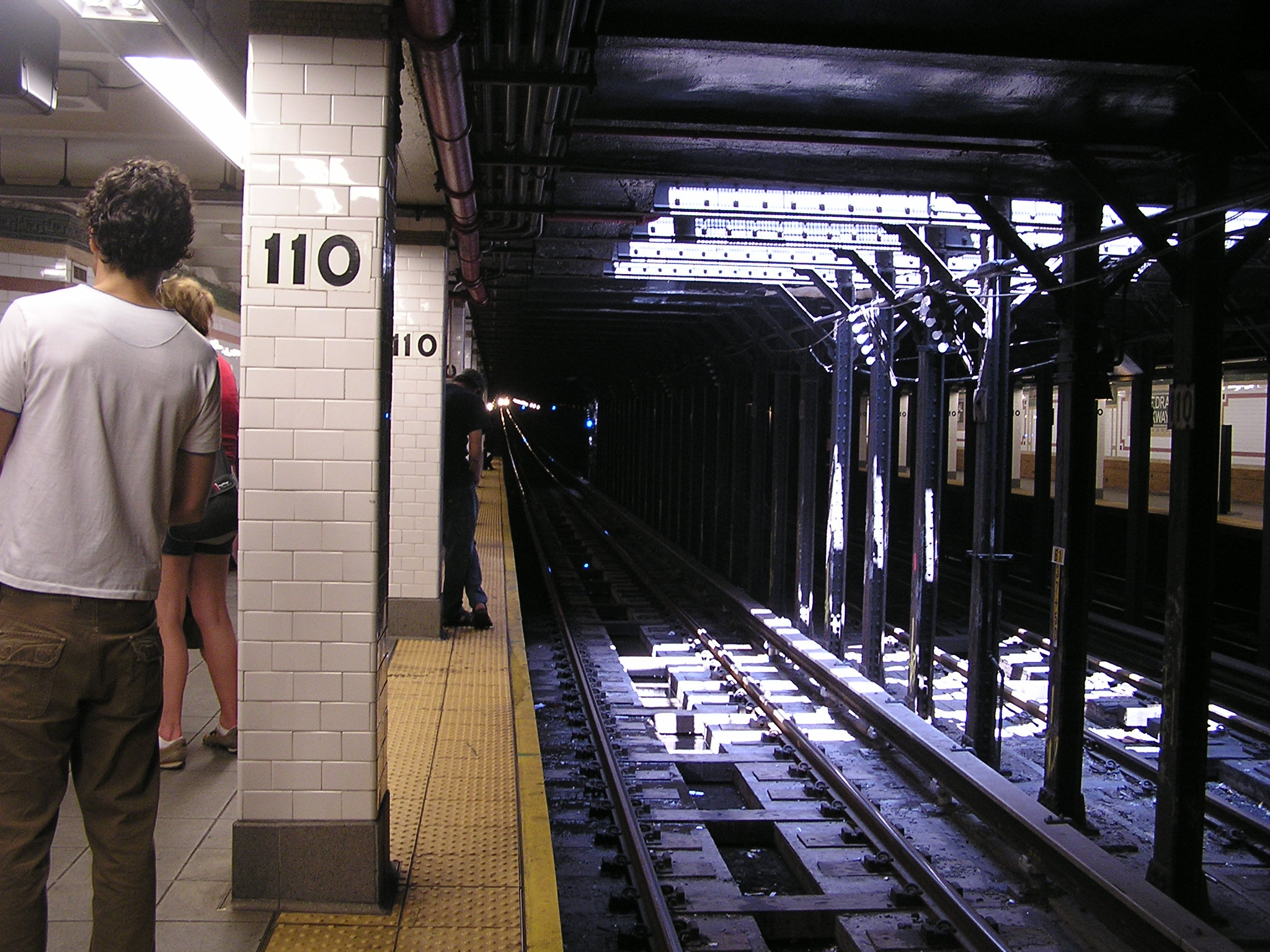
上の通りからの光が差し込んでくる天窓部分